# Dehio Niederösterreich südlich der Donau 2003
Das Dehio-Handbuch – Die Kunstdenkmäler Österreichs – Niederösterreich südlich der Donau erschien 2003 als achter Band in der vom Bundesdenkmalamt 1976 begonnenen neuen österreichischen Dehio-Serie. 1990 ging der Band Niederösterreich nördlich der Donau voraus.

## Allgemeines
Das Handbuch verzeichnet Denkmäler im Sinne des § 1 des Denkmalschutzgesetzes – also unbewegliche und bewegliche Gegenstände von geschichtlicher, künstlerischer und sonstiger kultureller Bedeutung –, allerdings unabhängig von einem öffentlichen Interesse an der Erhaltung. Einerseits ist der Dehio ein Hilfsmittel der Denkmälerforschung, andererseits ein Kunstführer, wie er auch die Wertschätzung für die Kunst- und Kulturdenkmäler in die Breite tragen soll.
Die Arbeiten zu Niederösterreich südlich der Donau wurden 1989/90 während der Drucklegung zum Dehio Niederösterreich nördlich der Donau begonnen. Wegen des Umfanges war eine Teilung in zwei Bände notwendig. Da die Zweiteilung in Viertel unter dem Wienerwald und Viertel ober dem Wienerwald nur wenigen Nutzern absolut präsent ist, wurde eine Anordnung der Orte nach dem Alphabet, Teil 1 mit A bis L und Teil 2 von M bis Z, gewählt.
Für Entgegenkommen und Unterstützung seitens der Stifte wurden Clemens Lashofer, Gregor Martin Lechner und Udo Fischer für das Stift Göttweig, Gregor Henckel-Donnersmarck und Werner Richter für das Stift Heiligenkreuz, Maximilian Fürnsinn für das Stift Herzogenburg, Bernhard Backovsky und Floridus Röhrig für das Stift Klosterneuburg, Matthäus Nimmervoll und Norbert Mussbacher für das Stift Lilienfeld, Georg Wilfinger und Burkhard Ellegast für das Stift Melk, Berthold Heigl und Benedikt Wagner für das Stift Seitenstetten genannt.
Mit ihrem Fachwissen unterstützten zahlreiche Personen die Bearbeiter; genannt wurden die Diözesankonservatorin für Wien Hiltigund Schreiber, Eva Berger vom Institut für Landschaftsgestaltung und Gartenkunst, Huberta Weigl (Wien) zu Jakob Prandtauer, Erwin Reidinger (Wiener Neustadt/Winzendorf) zum Unternehmen selbst, Rupert Wimmer für dendrochronologische Daten und Karl Schütz für die Orgeltexte.